# Revista académica

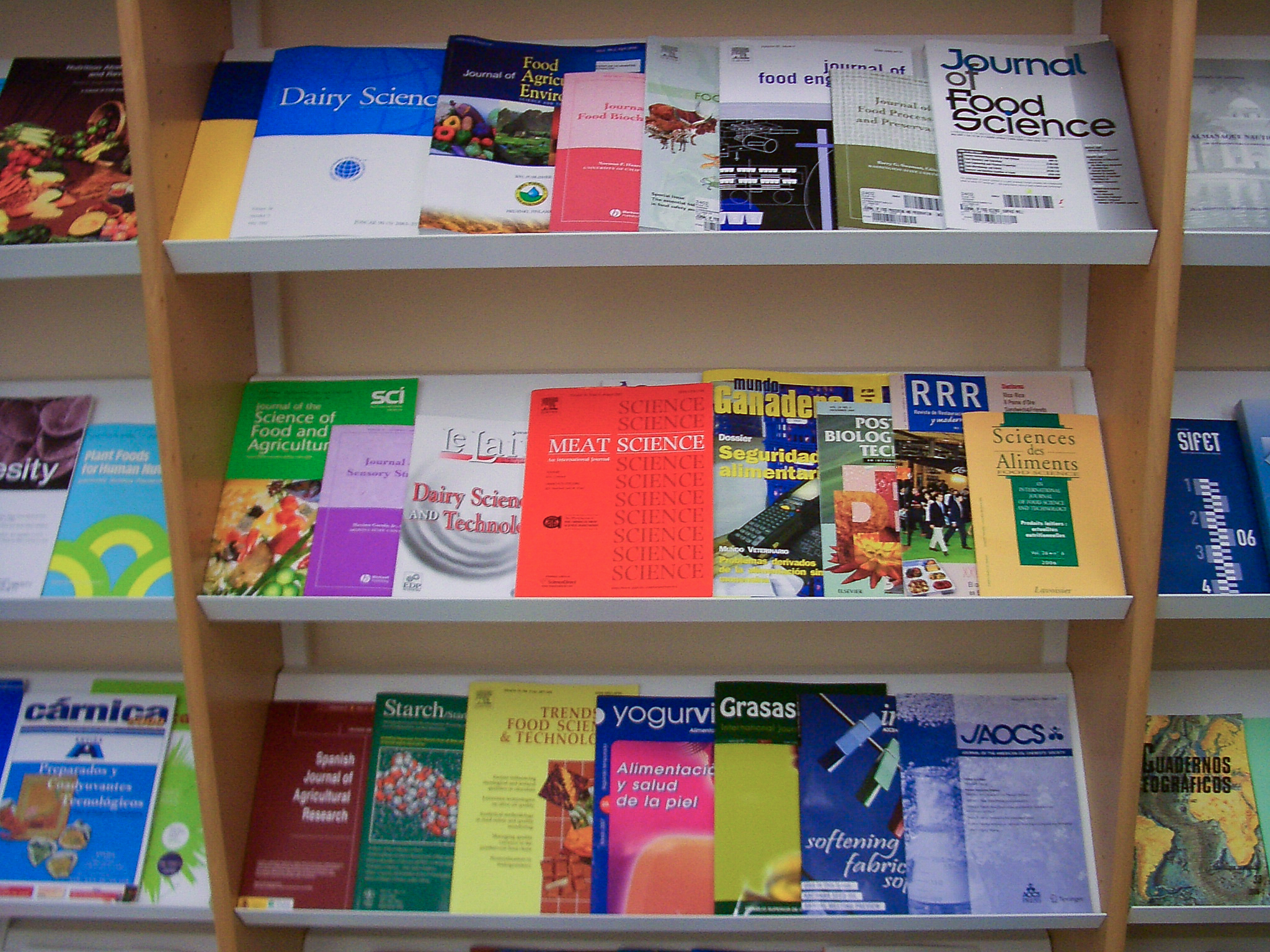
Revistas académicas en formato impreso

Una revista académica es una publicación periódica, seriada, revisada por expertos, sostenida por un comité editorial y un editor académico, resultado de actividades de investigación cuyo objetivo es aportar nuevos conocimientos de un área científica, técnica o humanística, hay revistas que publican textos monográficos, de traducciones y de libros, estos aportes se consideran como anexos o como volúmenes complementarios u ocasionales a la publicación regular de artículos. Habitualmente toma la forma de artículos que presentan investigaciones originales, pero también hay reseñas de libros. Los trabajos de investigación de revistas requieren una revisión por pares que generalmente involucra a un editor y dos revisores. Para las actas de congresos, normalmente no hay un proceso directo de revisión por pares, pero el trabajo tiene que ser presentado en el congreso correspondiente para ser elegible para su publicación.
Las revistas académicas también sirven como foro para la introducción y presentación de las nuevas investigaciones que están pendientes de examen, así como para la crítica acerca de la investigación existente.
Un tipo de revista académica son las revistas científicas, que se centran en la ciencia y contienen artículos científicos. Como parte del método científico, estas revistas son el mecanismo principal de publicación y difusión de la investigación científica, por lo que han de cumplir los criterios de precisión, claridad y verificabilidad y mantener una estructura coherente, con introducción, metodología, antecedentes, desarrollo, discusión, conclusiones y bibliografía de las fuentes empleadas.

## Artículos académicos
Hay dos tipos de trabajos en la academia: el solicitado, cuando una persona ha sido invitada a presentar su trabajo, ya sea por contacto directo o a través de una llamada general a la participación, y el no solicitado, donde una persona presenta una obra para su posible publicación sin que se le haya solicitado directamente. Tras la recepción de un artículo, los editores de la revista determinan si se debe rechazar la presentación de manera categórica o iniciar el proceso de revisión por pares. En este último caso, la presentación se convierte en objeto de revisión por expertos externos a la elección del editor que, por lo general, permanecen en el anonimato. El número de estos evaluadores o "árbitros" varía de acuerdo a la práctica editorial de cada revista (por lo general, no suelen ser menos de dos, aunque a veces sean tres o más, los expertos en la materia objeto del artículo los que elaboran informes sobre el contenido, estilo y otros factores que dan lugar a las decisiones de los editores de la publicación). A pesar de que estos informes suelen ser confidenciales, algunas revistas y editores también hacen una revisión por pares pública. Los editores o bien optan por rechazar el artículo para que se realice una revisión o una nueva presentación, o aceptan el artículo para su publicación. Incluso los artículos aceptados suelen ser objeto de posterior (y a veces considerable) edición por el personal de la revista antes de llevarlos a impresión. La revisión por expertos puede durar desde varias semanas hasta varios meses.

### Artículos de revisión
Los artículos de revisión, también llamados "revisiones de progreso", son comprobaciones de la investigación publicada en revistas. Algunas revistas se dedican exclusivamente a artículos de revisión, algunas contienen algunos en cada número y otras no publican artículos de revisión. Tales revisiones a menudo cubren la investigación del año anterior, algunas por períodos más largos o más cortos; algunos están dedicados a temas específicos, otros a encuestas generales. Algunas revisiones son enumerativas y enumeran todos los artículos importantes en un tema determinado; otros son selectivos e incluyen solo lo que creen que vale la pena. Sin embargo, otros son evaluativos, juzgando el estado de progreso en el campo de la materia. Algunas revistas se publican en serie, cada una de las cuales cubre un año de campo temático completo o cubre campos específicos a lo largo de varios años. A diferencia de los artículos de investigación originales, los artículos de revisión tienden a ser presentaciones solicitadas o "invitadas por pares", a menudo planificadas con años de anticipación, que pueden pasar por un proceso de revisión por pares una vez recibidas. Por lo general, los estudiantes que comienzan un estudio en un campo determinado confían en ellos, o para la conciencia actual de aquellos que ya están en el campo.

### Reseñas de libros
Las reseñas de libros académicos son comprobaciones de los libros de investigación publicados por académicos; a diferencia de los artículos, las reseñas de libros tienden a ser solicitadas. Las revistas normalmente tienen un editor de reseñas de libros separado que determina qué nuevos libros revisar y por quién. Si un erudito independiente acepta la petición del editor para reseñar un libro, él o ella suele recibir una copia gratuita del libro por parte de la revista a cambio de su oportuna revisión. Las editoriales envían los libros a los editores de reseñas con la esperanza de que sus libros sean revisados. La longitud y la profundidad de las reseñas de libros de investigación varía mucho de una revista a otra, así como la extensión de los libros de texto y las reseñas de los libros comerciales.

## Prestigio
El prestigio de una revista académica se establece con el tiempo y puede reflejar muchos factores, aunque solo algunos pueden expresarse cuantitativamente. En cada disciplina académica existen revistas que lideran el sector y reciben el mayor número de propuestas y, por ende, pueden ser selectivas en la elección de sus contenidos. Sin embargo, no solo las grandes revistas son de excelente calidad.

### Publicación indexada
Es un indicador de calidad en las revistas académicas para sus artículos de investigación y se encuentra incluida en bases de datos comerciales, como por ejemplo Scopus y Web of Science y también en sistemas de acceso abierto como Scielo y Redalyc, sus artículos publicados son sometidos al proceso de revisión por pares y análisis por miembros de comités editoriales y científicos. Además las revistas indizadas se consideran de mayor calidad científica en comparación con las revistas no indizadas. Asimismo presentan datos de identificación como ISSN.

### Clasificación
En las ciencias naturales y en las ciencias sociales, el factor de impacto es un indicativo de lo más práctico que mide el número de artículos posteriores que citan artículos ya publicados en la revista. Hay otros factores, posibles factores cuantitativos, tales como el número total de citas, lo rápido que se citan los artículos, y el promedio de "vida media" de los artículos, es decir, cuando ya dejan de ser citados. También está la cuestión de si algún factor cuantitativo puede reflejar el verdadero prestigio; las revistas de ciencias naturales se clasifican y se ordenan en el Science Citation Index y las revistas de ciencias sociales en el Social Sciences Citation Index.
En las humanidades anglo-estadounidenses no existe una tradición (como la hay en las ciencias) de hacer públicos los factores de impacto que podrían utilizarse para establecer el prestigio de una revista. Se han tomado medidas recientemente a cargo de la European Science Foundation para rectificar dicha situación, lo que ha dado como resultado la publicación de las listas preliminares para la clasificación de las revistas académicas en las humanidades.
En algunas disciplinas tales como la gestión del conocimiento o el capital intelectual la falta de un sistema de clasificación de las revistas bien establecido se percibe como "un gran obstáculo en el camino del ejercicio, promoción y reconocimiento" (Bontis  y  Serenko,  2009, pp. 17).
Se ha intentado lograr una categorización del prestigio de una revista en algunos campos usando, por lo general, letras para clasificar su importancia dentro del mundo académico.
Podemos distinguir tres categorías de técnicas para evaluar la calidad de las revistas y desarrollar clasificaciones de revistas (Lowry  et al.,  2007):
- preferencia declarada;
- preferencia revelada; y el
- enfoque al poder de publicación (Serenko  y  Jiao,  2011).

## Costo
Muchas revistas académicas son subvencionadas por universidades u organizaciones profesionales y no están encaminadas a obtener un beneficio económico. Sin embargo, a menudo aceptan cargos por publicidad en sus páginas e imágenes para afrontar los costes de producción. Por otro lado, algunas revistas son producidas por editoriales comerciales que sí obtienen beneficios mediante el cobro de las suscripciones a los lectores y bibliotecas. No obstante, también llegan a vender la totalidad de sus revistas en colecciones concernientes a disciplinas específicas o paquetes variados.
Los editores de las revistas tienden a asumir otras responsabilidades profesionales y, con frecuencia, son profesores universitarios. En el caso de las revistas más grandes, existe un personal remunerado que trabaja en la edición. La producción de las revistas se hace casi siempre por el personal a cargo de la editorial. Las revistas académicas sobre humanidades y ciencias sociales suelen estar generalmente subvencionadas por las universidades u organizaciones profesionales.
El costo y la propuesta de valor de la suscripción a revistas académicas están siendo revaluados continuamente por instituciones de todo el mundo. En el contexto de las grandes cancelaciones de varios sistemas bibliotecarios en el mundo, las bibliotecas utilizan herramientas de análisis de datos como Unpaywall Journals para estimar el costo y el valor específicos de las diversas opciones: las bibliotecas pueden evitar las suscripciones de materiales acceso abierto instantáneo a través de archivos abiertos como PubMed Central.

## Nuevas herramientas
Internet ha revolucionado la producción y el acceso a las revistas académicas (Hendler,  2007), ya que sus contenidos se encuentran disponibles en línea a través de los servicios a los que están suscritas las bibliotecas universitarias. Los artículos están indexados por campos en bases de datos como Web of Science, Scopus y Google Scholar. Algunas de las más pequeñas y especializadas revistas se elaboran por las propias instituciones, por un departamento académico, y se publican solo en Internet (a veces en formato de blog).
En la actualidad, hay un movimiento en la enseñanza superior que está fomentando el acceso abierto, ya sea a través de auto-archivo, por los que el autor deposita su trabajo en un repositorio donde se puede buscar y leer el texto completo, o bien a través de su publicación gratuita en una revista de «acceso abierto», que no cobra por suscripción ya que se encuentra o subvencionada o financiada con los derechos del autor. Sin embargo, hasta la fecha el acceso abierto ha tenido más impacto entre las revistas científicas de humanidades, lo cual se puede observar en directorios de acceso abierto como Directory of Open Access Journals (DOAJ), Redalyc y Scielo. Las editoriales comerciales están ahora experimentando con modelos de acceso abierto pero tratando de proteger sus ingresos por suscripción.